# MK John Wilson Trophy 2022
MK John Wilson Trophy 2022 – czwarte w kolejności zawody łyżwiarstwa figurowego z cyklu Grand Prix 2022/2023. Zawody rozgrywano od 11 do 13 listopada 2022 roku w hali Ice Sheffield w Sheffield.
Zwycięzcą w konkurencji solistów został Włoch Daniel Grassl, zaś w konkurencji solistek Japonka Mai Mihara. W parach sportowym triumfowali Amerykanie Alexa Knierim i Brandon Frazier, zaś w parach tanecznych reprezentanci Włoch Charlène Guignard i Marco Fabbri. Dla obu par było to drugie zwycięstwo w zawodach Grand Prix w sezonie 2022/2023 i zdobycie kwalifikacji do finału cyklu.

## Terminarz
| Data         | Godzina               | Konkurencja   | Segment          |
| ------------ | --------------------- | ------------- | ---------------- |
| 11 listopada | 18:00 WET / 19:00 CET | Pary sportowe | Program krótki   |
| 11 listopada | 19:25 WET / 20:25 CET | Soliści       | Program krótki   |
| 12 listopada | 13:45 WET / 14:45 CET | Pary taneczne | Taniec rytmiczny |
| 12 listopada | 15:20 WET / 16:20 CET | Solistki      | Program krótki   |
| 12 listopada | 18:37 WET / 19:37 CET | Pary sportowe | Program dowolny  |
| 12 listopada | 20:05 WET / 21:05 CET | Soliści       | Program dowolny  |
| 13 listopada | 11:15 WET / 12:15 CET | Solistki      | Program dowolny  |
| 13 listopada | 13:45 WET / 14:45 CET | Pary taneczne | Taniec dowolny   |

## Rekordy świata
| Rekordy świata (GOE±5) na moment rozpoczęcia zawodów (stan na 11 listopada 2022): | Rekordy świata (GOE±5) na moment rozpoczęcia zawodów (stan na 11 listopada 2022): | Rekordy świata (GOE±5) na moment rozpoczęcia zawodów (stan na 11 listopada 2022): | Rekordy świata (GOE±5) na moment rozpoczęcia zawodów (stan na 11 listopada 2022): | Rekordy świata (GOE±5) na moment rozpoczęcia zawodów (stan na 11 listopada 2022): | Rekordy świata (GOE±5) na moment rozpoczęcia zawodów (stan na 11 listopada 2022): |
| Konkurencja                                                                       | Segment                                                                           | Zawodnicy                                                                         | Punkty                                                                            | Zawody                                                                            | Data                                                                              |
| --------------------------------------------------------------------------------- | --------------------------------------------------------------------------------- | --------------------------------------------------------------------------------- | --------------------------------------------------------------------------------- | --------------------------------------------------------------------------------- | --------------------------------------------------------------------------------- |
| Soliści                                                                           | Nota łączna                                                                       | Nathan Chen                                                                       | 335,30                                                                            | Finał Grand Prix 2019                                                             | 7 grudnia 2019                                                                    |
| Soliści                                                                           | Program dowolny                                                                   | Nathan Chen                                                                       | 224,92                                                                            | Finał Grand Prix 2019                                                             | 7 grudnia 2019                                                                    |
| Soliści                                                                           | Program krótki                                                                    | Nathan Chen                                                                       | 113,97                                                                            | Zimowe igrzyska olimpijskie 2022                                                  | 10 lutego 2020                                                                    |
| Solistki                                                                          | Nota łączna                                                                       | Kamiła Walijewa                                                                   | 272,71                                                                            | Rostelecom Cup 2021                                                               | 27 listopada 2021                                                                 |
| Solistki                                                                          | Program dowolny                                                                   | Kamiła Walijewa                                                                   | 185,29                                                                            | Rostelecom Cup 2021                                                               | 27 listopada 2021                                                                 |
| Solistki                                                                          | Program krótki                                                                    | Kamiła Walijewa                                                                   | 90,45                                                                             | Mistrzostwa Europy 2022                                                           | 13 stycznia 2022                                                                  |
| Pary sportowe                                                                     | Nota łączna                                                                       | Sui Wenjing / Han Cong                                                            | 239,88                                                                            | Zimowe igrzyska olimpijskie 2022                                                  | 19 lutego 2022                                                                    |
| Pary sportowe                                                                     | Program dowolny                                                                   | Anastasija Miszyna / Aleksandr Gallamow                                           | 157,46                                                                            | Mistrzostwa Europy 2022                                                           | 13 stycznia 2022                                                                  |
| Pary sportowe                                                                     | Program krótki                                                                    | Sui Wenjing / Han Cong                                                            | 84,41                                                                             | Zimowe igrzyska olimpijskie 2022                                                  | 18 lutego 2022                                                                    |
| Pary taneczne                                                                     | Nota łączna                                                                       | Gabriella Papadakis / Guillaume Cizeron                                           | 229,82                                                                            | Mistrzostwa świata 2022                                                           | 26 marca 2022                                                                     |
| Pary taneczne                                                                     | Taniec dowolny                                                                    | Gabriella Papadakis / Guillaume Cizeron                                           | 137,09                                                                            | Mistrzostwa świata 2022                                                           | 26 marca 2022                                                                     |
| Pary taneczne                                                                     | Taniec rytmiczny                                                                  | Gabriella Papadakis / Guillaume Cizeron                                           | 92,73                                                                             | Mistrzostwa świata 2022                                                           | 25 marca 2022                                                                     |

## Wyniki

### Soliści
| Poz. | Zawodnik             | Nota łączna | SP | SP    | FS | FS     |
| ---- | -------------------- | ----------- | -- | ----- | -- | ------ |
| 1    | Daniel Grassl        | 264,35      | 2  | 86,85 | 1  | 177,50 |
| 2    | Deniss Vasiļjevs     | 254,56      | 3  | 83,01 | 2  | 171,55 |
| 3    | Shun Satō            | 249,03      | 4  | 82,68 | 3  | 166,35 |
| 4    | Koshiro Shimada      | 247,17      | 5  | 80,84 | 4  | 166,33 |
| 5    | Tatsuya Tsuboi       | 226,13      | 7  | 76,75 | 5  | 149,38 |
| 6    | Roman Sadovsky       | 219,35      | 1  | 89,49 | 8  | 129,86 |
| 7    | Jimmy Ma             | 214,47      | 6  | 77,72 | 7  | 136,75 |
| 8    | Moris Kwitiełaszwili | 195,25      | 12 | 56,42 | 6  | 138,83 |
| 9    | Tomoki Hiwatashi     | 188,73      | 8  | 66,68 | 9  | 122,02 |
| 10   | Corey Circelli       | 182,81      | 10 | 62,97 | 10 | 119,84 |
| 11   | Graham Newberry      | 180,42      | 9  | 64,30 | 12 | 116,12 |
| 12   | Edward Appleby       | 180,13      | 11 | 65,52 | 11 | 117,61 |

### Solistki
| Poz. | Zawodniczka          | Nota łączna | SP | SP    | FS | FS     |
| ---- | -------------------- | ----------- | -- | ----- | -- | ------ |
| 1    | Mai Mihara           | 217,43      | 1  | 72,23 | 1  | 145,20 |
| 2    | Isabeau Levito       | 215,74      | 2  | 72,06 | 2  | 143,68 |
| 3    | Anastasija Gubanowa  | 193,11      | 3  | 66,82 | 5  | 126,29 |
| 4    | You Young            | 191,36      | 6  | 61,21 | 3  | 130,15 |
| 5    | Jekatierina Kurakowa | 190,44      | 4  | 63,46 | 4  | 126,98 |
| 6    | Nicole Schott        | 181,41      | 7  | 60,38 | 6  | 121,03 |
| 7    | Gabriella Izzo       | 174,10      | 5  | 62,92 | 7  | 111,18 |
| 8    | Gabrielle Daleman    | 163,77      | 8  | 58,95 | 8  | 104,82 |
| 9    | Alexia Paganini      | 156,89      | 11 | 54,63 | 10 | 102,26 |
| 10   | Julia Sauter         | 156,46      | 12 | 52,38 | 9  | 104,08 |
| 11   | Natasha McKay        | 155,20      | 9  | 57,62 | 11 | 97,58  |
| 12   | Bradie Tennell       | 153,19      | 10 | 56,50 | 12 | 96,69  |

### Pary sportowe
| Poz. | Zawodnicy                              | Nota łączna | SP | SP    | FS | FS     |
| ---- | -------------------------------------- | ----------- | -- | ----- | -- | ------ |
| 1    | Alexa Knierim / Brandon Frazier        | 205,85      | 1  | 75,88 | 1  | 129,97 |
| 2    | Sara Conti / Niccolò Macii             | 184,19      | 2  | 68,69 | 2  | 115,50 |
| 3    | Letizia Roscher / Luis Schuster        | 167,37      | 3  | 60,24 | 3  | 107,13 |
| 4    | Anastasija Mietelkina / Daniił Parkman | 165,60      | 4  | 58,70 | 4  | 106,90 |
| 5    | Irma Caldara / Riccardo Maglio         | 160,23      | 6  | 55,70 | 5  | 104,53 |
| 6    | Katie McBeath / Nathan Bartholomay     | 147,29      | 5  | 57,21 | 7  | 90,08  |
| 7    | Anastasia Vaipan-Law / Luke Digby      | 143,81      | 7  | 50,29 | 6  | 93,52  |

### Pary taneczne
| Poz. | Zawodnicy                                | Nota łączna | RD | RD    | FD | FD     |
| ---- | ---------------------------------------- | ----------- | -- | ----- | -- | ------ |
| 1    | Charlène Guignard / Marco Fabbri         | 213,74      | 1  | 86,30 | 1  | 127,44 |
| 2    | Lilah Fear / Lewis Gibson                | 205,56      | 2  | 85,37 | 2  | 120,19 |
| 3    | Marjorie Lajoie / Zachary Lagha          | 198,95      | 3  | 81,09 | 3  | 117.86 |
| 4    | Christina Carreira / Anthony Ponomarenko | 187,42      | 4  | 75,00 | 4  | 112.42 |
| 5    | Natálie Taschlerová / Filip Taschler     | 177,89      | 5  | 74,09 | 6  | 103,80 |
| 6    | Marija Kazakowa / Gieorgij Riewija       | 176,71      | 6  | 70,71 | 5  | 106,00 |
| 7    | Oona Brown / Gage Brown                  | 173,74      | 7  | 70,34 | 7  | 103,40 |
| 8    | Alicia Fabbri / Paul Ayer                | 165,78      | 8  | 67,45 | 9  | 98,33  |
| 9    | Haley Sales / Nikolas Wamsteeker         | 163,69      | 9  | 63,35 | 8  | 100,34 |
| 10   | Marija Gołubcowa / Kiriłł Biełobrow      | 156,04      | 10 | 61,32 | 10 | 94.72  |